# Кирилл I (митрополит Киевский)
Кири́лл I Блаже́нный (ум. лето 1233) — митрополит Киевский и всея Руси (1224—1233).
Патриарх Герман II поставил его митрополитом всея Руси в 1224 году, и в конце того же года в сопровождении русского посольства выходец из греков, прибывший из Никеи, где, видимо, родился, «приведен бысть» в Киев для торжества вхождения на кафедру в Софийском соборе на Богоявление, что случилось на 6 января 1225 года. Пустовавшая более четырёх тому лет Киевская кафедра указывает на трудности, которые, возможно, возникли в вопросе каноничности назначения на Русскую митрополию грека Кирилла.
По летописному отзыву, он был «учителен зело и хитр ученью божественных книг». В пору не дававшего послеязыческой Руси покоя мысли о церковном благоустройстве митрополит Кирилл стал соавтором епископского «Правила», обрушенного на разгул славян, пускавшихся в языческие игрища и кулачные бои. В воспоследовавшем авторском труде «Поучение к попам» духовный моралист призывал к высоте особого бдения церковного духа.
Митрополит Кирилл пользовался уважением русских князей и несколько раз умирял их ссоры между собой, не допуская разгореться настоящей борьбе. В своей деятельности стремился оградить митрополию от власти светских правителей, занимался консолидацией церковных архиереев Руси. Дважды организовывал местные церковные Соборы — в 1227 году во Владимире и в 1231 году в Киеве. Был в хороших отношениях с Печерским монастырём.
Название митрополита Кирилла в летописях «блаженным» даёт возможность предположить, что это был замечательный митрополит, выдающийся из ряда других архипастырей.
Умер Кирилл между 10 июня и 15 августа 1233 года.

## Путаница

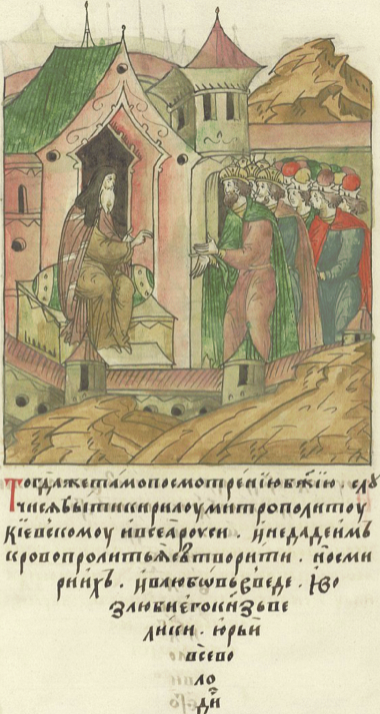
Юрий II приезжает к Кириллу I, митрополиту Киевскому

В Киево-Софийском помяннике, которым пользовался Захария Копыстенский при составлении каталога митрополитов в своей «Палинодии», значится митрополит Кирилл. Этот Кирилл отмечается также в московских списках митрополитов: при Никоновой летописи и читаемом в волоколамской рукописи библиотеки Московской духовной академии. Годы служения и жизни нигде не оговариваются. Кроме того, согласно поздней Густынской летописи, митрополит Кирилл значится «русином». Эти поздние свидетельства явились отправной точкой для мнения, что в домонгольский период было два митрополита Кирилла. В XIX веке было сделано предположение, что на Киевской кафедре митрополит Кирилл I находился между 1039 и 1051 годами, то есть между митрополитом Феопемптом, упоминаемым в 1039 году, и митрополитом Иларионом, поставленным в 1051 году. Соответственно, митрополит Кирилл, поставленный в 1224 году, назван у Евгения Голубинского Кириллом Вторым. Однако и в дореволюционное время большинство исследователей, как указывается в Православной богословской энциклопедии, не считали эти данные надёжными, не признавая, таким образом, его существования.